# Suncor Energy Centre
Das Suncor Energy Centre (auch als Petro-Canada Centre bekannt) ist ein aus zwei Hochhäusern bestehender Bürokomplex in Calgary, Alberta Kanada. Das kleinere Gebäude verfügt über 32 und das größere über 53 Etagen. Der Komplex befindet sich in der Innenstadt von Calgary. Das größere Gebäude war bis 2011, als es vom neuen Wolkenkratzer The Bow mit 236 Metern übertroffen wurde, das größte Bürogebäude in Calgary. Im Foyer des Gebäudes befinden sich Geschäfte, Cafés und Restaurants. Das Gebäude ist an den innerstädtischen Calgary Skywalk angeschlossen. Durch die Privatisierung von Petro Canada und Übernahme durch die Suncor Energy wurde auch der Komplex umbenannt.

## Größte Mieter
Die größten Mieter des Gebäudes sind u. a.: Suncor Energy Inc., Precision Drilling Corporation, Taqa North, Direct Energy, PricewaterhouseCoopers und Weatherford Canada.